# 大塚古墳群 (大垣市)
大塚古墳群（おおつかこふんぐん）は、岐阜県大垣市昼飯町にある古墳群。

## 概要
現存する2基と削平された3基、不明1基からなる古墳群である。1号墳は幾度か調査が行われており、1989年（平成元年）度には墳頂から盾型形象埴輪が採取された。大垣市教育委員会による2007年（平成19年）と2008年（平成20年）の調査では周濠を持つことが判明し、方墳であったと推定されている。

## 一覧
| 名称  | 写真 | 規模 | 形状                 | 備考                                                                                         |
| ----- | ---- | ---- | -------------------- | -------------------------------------------------------------------------------------------- |
| 1号墳 |      | 方墳 | 直径 15〜18m 高さ 2m | 昼飯町字東畑に位置。発掘調査が行われ、須恵器や土師器などが出土。内濠跡などより方墳とされる。 |
| 2号墳 |      | 円墳 | 直径 15.9m 高さ 0.5m | 昼飯町字昼飯に位置。発掘調査はなされていない。                                               |
| 3号墳 |      | 不明 | なし                 | 昼飯町に位置していた。跡地は住宅庭となっている。                                             |
| 4号墳 |      | 不明 | なし                 | 昼飯町に位置していた。跡地は住宅庭となっている。                                             |
| 5号墳 |      | 不明 | なし                 | 昼飯町に位置していた。跡地は更地になっている。                                               |
| 6号墳 |      | 不明 | 不明                 | 公式見解では文献などからあったとされるものの、未だに跡地も不明である。                       |